# (35) Leukothea
(35) Leukothea ist ein Asteroid des äußeren Hauptgürtels, der am 19. April 1855 vom deutschen Astronomen Karl Theodor Robert Luther an der Sternwarte Düsseldorf entdeckt wurde.
Der Asteroid wurde benannt nach Leukothea, der Tochter von Kadmos und Harmonia, die auch Ino genannt wurde. Sie heiratete Athamas, den König von Theben, und wurde später als eine Meeresgöttin verehrt. Die Benennung erfolgte auf Wunsch des Entdeckers durch George Rümker und Christian August Friedrich Peters, die „den Namen Leucothea, der Beschützerin der Seefahrer, und als Zeichen , einen Leuchtthurm in antiker Form,“ wählten. Siehe auch bei (173) Ino.

## Wissenschaftliche Auswertung
Aus Ergebnissen der IRAS Minor Planet Survey (IMPS) wurden 1992 Angaben zu Durchmesser und Albedo für zahlreiche Asteroiden abgeleitet, darunter auch (35) Leukothea, für die damals Werte von 103,1 km bzw. 0,07 erhalten wurden. Eine Auswertung von Beobachtungen durch das Projekt NEOWISE im nahen Infrarot führte 2011 zu vorläufigen Werten für den Durchmesser und die Albedo im sichtbaren Bereich von 99,2 km bzw. 0,07. Nach neuen Messungen mit NEOWISE wurden die Werte 2014 auf 103,1 km bzw. 0,07 geändert. Nach der Reaktivierung von NEOWISE im Jahr 2013 und Registrierung neuer Daten wurden die Werte 2015 zunächst mit 143,0 km bzw. 0,03 angegeben und dann 2016 korrigiert zu 101,5 km bzw. 0,05, diese Angaben beinhalten aber alle hohe Unsicherheiten.

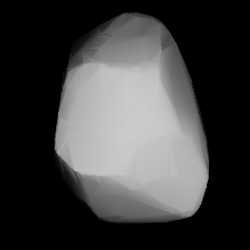
Berechnetes 3D-Modell von (35) Leukothea

Photometrische Beobachtungen von (35) Leukothea fanden erstmals statt am 20. März 1985 am La-Silla-Observatorium in Chile. Die nur über einen Zeitraum von etwa einer Stunde aufgenommene Lichtkurve zeigte jedoch keine Veränderungen, so dass keine weitere Auswertung möglich war. Eine Forschergruppe an der University of Arizona und am Planetary Science Institute in Tucson führte in den 1980er Jahren ein Programm zur „Photometrischen Geodäsie“ einer Anzahl von schnell rotierenden Asteroiden des Hauptgürtels durch. Bei einer Beobachtung von (35) Leukothea am Kitt-Peak-Nationalobservatorium in Arizona vom 21. bis 24. Dezember 1988 konnte eine etwas lückenhafte Lichtkurve erfasst werden, die am ehesten zu einer Rotationsperiode von 32 h passte, allerdings konnten auch größere Werte nicht ausgeschlossen werden.
Ausführliche Beobachtungen wurden erst wieder vom 5. August bis 8. Oktober 2007 am Organ Mesa Observatory in New Mexico durchgeführt. Obwohl die aufgezeichnete Lichtkurve mehrere Interpretationen für die Rotationsperiode zuließ, konnte insbesondere unter Berücksichtigung auch der Messwerte von 1988 nahezu sicher ein Wert von 31,893 h bestimmt werden. Dies steht fast exakt im Verhältnis 4:3 zu einem siderischen Erdtag. Außerdem konnten auch ungefähre Lösungen für die Position der Rotationsachse des Asteroiden und das Achsenverhältnis von zwei Achsen eines dreiachsig-ellipsoidischen Gestaltmodells abgeleitet werden. Neue Messungen am gleichen Ort vom 23. September bis 20. November 2008 konnten diese Auswertung mit einer Rotationsperiode von 31,962 h bestätigen und auch eine dritte Beobachtungsreihe vom 3. Dezember 2009 bis 16. Februar 2010 ergab einen noch enger tolerierten Wert von 31,900 h.
Die Auswertung von 52 vorliegenden Lichtkurven und zusätzlichen Daten der Lowell Photometric Database führte in einer Untersuchung von 2016 zur Erstellung eines dreidimensionalen Gestaltmodells des Asteroiden für zwei alternative Positionen der Rotationsachse nahezu in der Ebene der Ekliptik gelegen sowie einer Periode von 31,9009 h.